# Quercus salicifolia
Quercus salicifolia Née – gatunek rośliny z rodziny bukowatych (Fagaceae Dumort.). Występuje naturalnie na obszarze od Meksyku przez Gwatemalę, Kostarykę po Panamę. 

## Morfologia

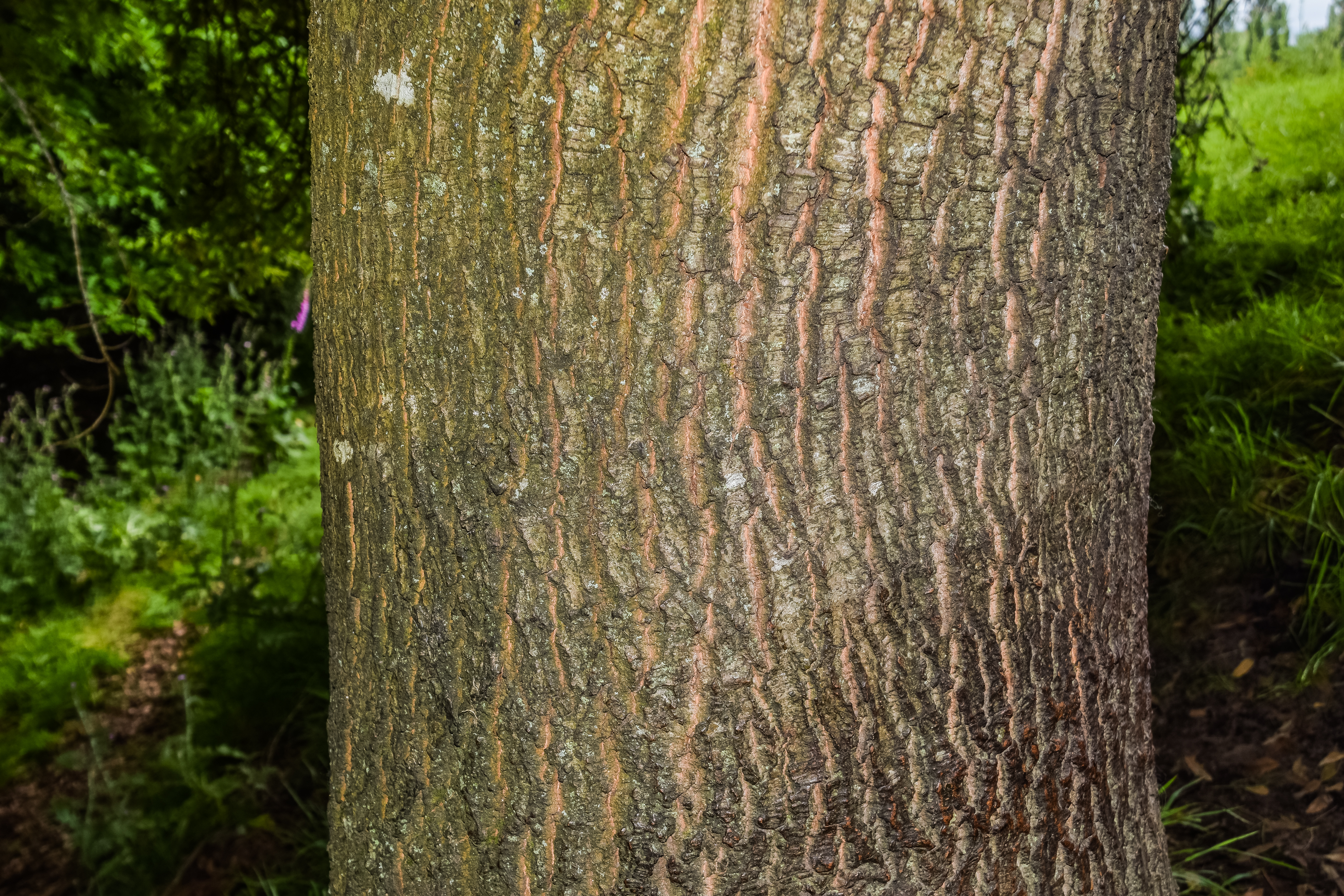
Kora

PokrójZimozielone drzewo dorastające do 10–30 m wysokości. Kora ma szarą lub czarną barwę, jest szorstka.
LiścieBlaszka liściowa ma owalnie eliptycznego lub lancetowaty kształt. Mierzy 5–22 cm długości oraz 1,5–4 cm szerokości, jest całobrzega, ma klinową nasadę i wierzchołek od ostrego do ogoniastego. Ogonek liściowy jest nagi i ma 2,5–5 cm długości.
OwoceOrzechy zwane żołędziami o jajowatym kształcie, dorastają do 10–16 mm długości i 8–14 mm średnicy. Osadzone są pojedynczo w miseczkach o półkulistym kształcie, które mierzą 5–15 mm długości i 12–16 mm średnicy. Orzechy otulone są miseczkami w 20–40% ich długości.

## Biologia i ekologia
Rośnie w lasach. Występuje na wysokości od 1300 do 1500 m n.p.m. Kwitnie od marca do maja, natomiast owoce dojrzewają od czerwca do października.